# Арсе, Либер
Либер Вальтер Арсе Рисотто (исп. Líber Walter Arce Risotto, 1940 — 14 августа 1968) — уругвайский студент, член Союза коммунистической молодёжи, убитый полицейским во время «несанкционированного мероприятия». После падения авторитарного режима в стране его именем была названа одна из улиц Монтевидео.
Либер Арсе был студентом Школы зубного протезирования стоматологического факультета Республиканского университета и вместе с родителями работал на уличном рынке. Он также был активистом Стоматологического студенческого центра, Уругвайской федерации студентов университетов и Союза коммунистической молодежи с 19 лет, вместе с которыми он выступал за демократию, социальную справедливость и солидарность с народами, борющимися за освобождение.

## Исторический контекст
13 июня 1968 года правительство приняло указ о срочных мерах безопасности, чрезвычайное положение, которое будет сохраняться в течение нескольких месяцев.
Рано утром 9 августа министр внутренних дел Эдуардо Хименес де Аречага по приказу Хорхе Пачеко Ареко приказал провести обыски в Университете Республики, факультетах агрономии, архитектуры, психологии, медицины и Национальной школы изящных искусств, мотивируя это тем, что в этих местах находились оружие и брошюры, нарушающие действовавшие тогда меры безопасности. Когда студенты пришли в класс, они обнаружили беспорядок и разрушения, вызванные рейдами.
Центральный совет Университета Республики зафиксировал весь причиненный ущерб, кражу учебных материалов, документации и всех файлов с личными данными студентов. Студенческое возмущение вылилось в ежедневные стычки вследствие нарушения университетской автономии. Демонстрации проходили в неорганизованной форме, в разных частях города, что создавало большую нагрузку на полицию.

## Смертельное ранение
В полдень 12 августа 1968 года группа студентов-стоматологов, врачей, медсестер и ветеринаров отправилась с факультета ветеринарной медицины, расположенного на улице, которая тогда называлась Ларраньяга, по пути к Ривера-авеню. Эта «молниеносная демонстрация» была перехвачена полицейской машиной с присутствовавшим офицером и тремя агентами. Офицер Энрике Тегиачи открыл огонь по группе. Там Либер Арсе был ранен в левый пах, что вызвало кровотечение.
Милиционеры направили револьверы на студентов и потребовали предъявить документы, удостоверяющие личность. Таким образом, они задержали перевод Либера Арсе в медицинский центр. Наконец, студентам удалось добраться до Клинической больницы, где у Либера Арсе был диагностирован разрез левой бедренной артерии в месте слияния поверхностной и глубокой бедренной артерии в паховой области. Потеря крови вызвала анемию, гиповолемию и последовательные остановки сердца в течение следующего дня. Несмотря ни на что врачам удалось остановить кровотечение и провести сосудистый протезбыло выполнено восстановление артерии, перерезанной выстрелом. Однако все усилия были напрасны. Либер Арсе умер 14 августа.

## Похороны
Показ Либер Арсе прошел в атриуме Университета Республики. Толпа сопровождала его тело до Cementerio del Buceo, превратив это событие в народную демонстрацию против политики правительства. По оценкам, на похоронах присутствовало более четверти миллиона человек. Многие магазины закрылись в знак траура, а автобусы государственной транспортной компании AMDET повесили на лобовые стекла черные ленты.

## Дальнейшие смерти
В пятницу, 20 сентября 1968 года, полиция подавила еще одну демонстрацию студентов против политики правительства Пачеко Ареко, открыв огонь из дробовиков и убив Сусану Пинтос (28 лет) и Уго де лос Сантос (19 лет).

## Символ
С 1968 года 14 августа было принято уругвайским студенческим движением (университетским и средним) Днем студенческих мучеников.
После возвращения к демократии улица Генерала Прима (в честь испанского военного и политика Хуана Прима, 1814—1870) была переименована в Либер-Арсе. Улица начинается у дверей Ветеринарной школы и проходит за муниципальным зоопарком Виллы Долорес.